# 赤木刚宪
赤木刚宪是日本漫畫及動畫《灌籃高手》中的主要角色，湘北高中籃球隊的隊長，也是湘北五虎將之一，在隊中的位置是中鋒，亦被譽為神奈川縣第一中鋒。

## 簡介
赤木剛憲於本故事首次出現於第四單元，一出場便與故事主角櫻木花道發生衝突並提出與櫻木進行單挑比賽，幾乎吸引了全校學生觀戰。赤木提出規則，他自己入了十球而櫻木一分未得就算贏；反之若櫻木得到一分就算赤木輸球。當赤木領先8：0時卻當眾被櫻木意外脫掉褲子出醜於全校學生前，怒不可遏的赤木再入一球。櫻木到了頻輸邊緣看到觀眾內的晴子，誤會對方是為自己打氣而燃起了鬥志，面對赤木的最後一擊下爆發潛力封死了赤木的投射，並終於於比賽中首次取得球權。在櫻木第二次的進攻中終於落敗，並且透露出他跟晴子的兄妹關係。
小學時代已經是個籃球狂熱，八歲時看到一本以山王工業高中為封面的籃球雜誌後心中感到極為震撼，從此以山王工業為目標。
於升上北村中學時認識了木暮公延，其對籃球的熱愛和執著感染了木暮並讓他矢志要與赤木升上高中後稱霸全國。
升上湘北高中後的赤木身高193cm，因此在一年級時代表湘北於縣大賽首戰已是正選球員，但因球隊實力不濟，於初賽中就被對手夾擊，加上隊中另一超級新星三井壽受傷缺陣而無法通過首輪。被淘汰後先後看過海南大附屬、翔陽高校及陵南高校，見識過他們的一年級矚目新人牧紳一、藤真健司及魚住純後發誓終有一天要戰勝他們。
但其對籃球的執著及渴望挑戰強者的心卻讓當時同級的隊友受不了而相繼離隊，其隊友給予的說話是「我們都只是普通人，這裏只是普通高中生，就算是海南也已經高不可攀了，你還異想天開挑戰山王工業。你想挑戰山王工業的話乾脆去海南或翔陽算了，我們只想快樂打球罷了」。即使如此，稱霸全國的夢想卻從沒有放棄過。
直至高中三年級，因為超級新星流川楓的加入，令赤木覺得稱霸全國的機會大了，而雖然一直對胡鬧的櫻木抱著不抱期望的態度，但還是於對陵南高校的練習賽前夕訓練櫻木搶籃板球的技術，這是赤木第一次認真教導櫻木籃球技巧，而這個決定於縣大賽的預賽八強面對翔陽高校得到效果，全場比賽因為櫻木花道活躍於搶籃板球令湘北晉級四強。
四強賽首場面對海南大附屬，賽前向各隊友表達與海南交手是他從升上湘北高中後每個晚上都希望發生的情景，但在上半場中段卻不幸扭傷腳踝，傷勢讓他連站立都吃力，但他卻要求球隊經理井上彩子為他固定腳踝並執意於下半場上陣。下半場帶傷復出的赤木咬緊牙關全力與海南周旋，然而在牧與神火力全開的情況下，最終以88：90惜敗。
其後的比賽必須全勝下，湘北先以120：81痛宰另一四強球隊武里高中，後來面對宿敵陵南高中時，比賽初段因為擔心腳傷而不能集中精神導致球隊一直落後。到了下半場最後5分鐘時亦受到犯規問題影響攻防，最終球隊仍以70：66擊敗陵南高中，赤木亦終於一嘗參加全國大賽的滋味。

## 小插曲
海南vs湘北
比賽進行到一半的時候，櫻木花道突然叫住一旁的清田信長，質問他太卑鄙帶歷屆學長來打比賽，這位歷屆學長當然是皮膚黝黑的牧紳一，不僅被櫻木花道叫歷屆學長，還被稱為中年人，牧紳一當下就指著赤木剛憲說「他看起來比我還老」。這一舉動連球證也感到吃驚，神宗一郎還暗道原來他很在乎這件事

## 戰績
赤木刚宪自小學開始（參見第8集）便怀有“稱霸全国”的决心。进入高中后，由於三井壽的退出，湘北整体实力太差，1年級地區預賽僅打進8強即以36:78不敵粟戶工業，2年級則是在地區預賽首戰就慘敗給陵南高中，但該場比賽使得自己與魚住純的評價逆轉。其籃球才華被埋沒直到高中第3年。
直到流川枫、櫻木花道的加入和宫城良田、三井壽的歸隊才首次打入全國大赛。縣大賽時，因攻守能力俱佳與流川枫一起入選神奈川縣最佳五人陣容。赤木剛憲擅長近、中距離得分，籃板球也很拿手，和櫻木花道為湘北隊搶籃板二大能手。防守時在籃下給予對手相當大的壓力，絕招為金剛攔截。
- 全國第一的深澤體育大學唐澤一雄教練與中鋒選手杉山祥太曾找上他，認可他在神奈川縣的第一中鋒地位，並希望他能帶領球隊打進全國前八強。

- 在全國大賽的第二輪，戰勝連續奪得全國大賽的球隊山王工業。然而，在第三輪遭遇去年全國第四名的愛和學院時，因與山王工業比賽出盡全力，而輸得一塌糊塗，但赤木剛憲的實力已獲得大家的認同。

- 由於身材高大魁梧，被櫻木花道稱為“大猩猩”[2]，他的妹妹是樱木花道暗戀的赤木晴子。

IH賽終了引退後，並未直接進入深澤體育大學，選擇參加升學考試以考上第一志願為目標。在原作連載完後的黑板漫畫中，引退後因對打籃球的緬懷，無法專心集中上課而學業成績下滑。
日本雑誌『Switch』的封面中穿著15號的球衣。

## 讀者說法
由於赤木剛憲其樣貌和綽號（大猩猩），一般認為作者是以纽约尼克斯中鋒派屈克·尤因為設計腳本。另外在1998年由藍墨水出版的一書『灌籃高手祕密大公開』裡也認為赤木部分也是參考了卡里姆·阿布都-賈霸（赤木的房間裡有賈霸的海報，且對決海南踩傷腳的案例也曾在賈霸身上發生過)。

## 脚註
1. ↑  灌籃高手單行本第23集47頁
2. ↑  赤木在高中一年級的隊內練習賽中，起先是被三井稱呼，赤木反嗆說：「我不是大猩猩！」